# Hylemeridia nigricosta
Hylemeridia nigricosta är en fjärilsart som beskrevs av Louis Beethoven Prout 1915. Hylemeridia nigricosta ingår i släktet Hylemeridia och familjen mätare. Inga underarter finns listade i Catalogue of Life.